# Марочко Василь Іванович
Васи́ль Іва́нович Ма́рочко (нар. 5 лютого 1956, с. Велика Чернігівка, Овруцький район (нині Коростенського району), Житомирська область) — український історик. Доктор історичних наук.
Провідний науковий співробітник Інституту історії України НАН України. Керівник Центру дослідження геноциду українського народу Інституту історії України НАН України. Голова ради Асоціації дослідників голодоморів в Україні (1996, 2008—2015).

## Життєпис
Василь Марочко народився 5 лютого 1956 року у Велика Чернігівка неподалік Овруча на Житомирському Поліссі.
Закінчив історичний факультет Київського педагогічного інституту імені Максима Горького.
У 1981—1995 роках — аспірант, молодший науковий співробітник, старший науковий співробітник.
У 1985 році захистив кандидатську дисертацію на тему «Становлення радянського способу життя в колгоспному селі України. 1929—1937» (науковий керівник — д.і.н. С. В. Кульчицький) та отримав науковий ступінь — кандидат історичних наук. У 1996 році захистив докторську дисертацію на тему «Українська селянська кооперація. Історико-теоретичний аспект. 1861—1929».
У науковому доробку Василя Марочка — близько 100 публікацій про Голодомор, десятки монографій з історичної проблематики 1920—1930-х років.
З 2013 року — професор за спеціальністю «Історія України».

## Погляди
У 2009 році закликав не зносити, а залишити пам'ятники діячам комуністичної диктатури, які були причетні до організації Голодомору. Він пропонував внести такі пам'ятники у «пантеон псевдогероїв, або залишити, але поряд спорудити чорну дошку з написами, наприклад, що цей діяч є творцем Голодомору, політика якого була злочинною.»

## Праці
- Праці Василя Марочка [Архівовано 5 липня 2019 у Wayback Machine.] у бібліотеці Чтиво.
- Василь Марочко, Хілліг Гьотц Репресовані педагоги України: жертви політичного терору (1929—1941). — Київ: Науковий світ, 2003.
- Василь Марочко Голодомор 1932—33 рр. — Київ, 2007. — 64 с.
- Василь Марочко Зачарований Десною. Історичний портрет Олександра Довженка. — Київ: Видавничий дім «Києво-Могилянська академія».
- Енциклопедія Голодомору 1932—1933 років в Україні / Вступне слово Євгена Нищука; Передмова, авторський текст Василя Марочка. — Дрогобич : Коло, 2018. — 576 с. — ISBN 978-617-642-388-1.
- Йосип Сталін — фельдмаршал Голодомору / Національний музей Голодомору-геноциду, Інститут дослідження Голодомору. — К.: Видавець Мельник М. Ю., 2020. — 104 с.[3].

## Відзнаки
- Орден «За заслуги» III ступеня (2008).
- Лауреат Медалі Ґарета Джонса (2019).
- Премія імені Івана Огієнка (2024)[4]